# Люхай, Рашид Рахимович
Рашид Рахимович Люхай (30 июля 1997, Алма-Ата, Казахстан) — казахстанский футболист, нападающий.

## Клубная карьера
Воспитанник алматинского футбола. Футбольную карьеру начинал в 2016 году в составе клуба «Кайрат М» во второй лиге. 31 октября 2018 года в матче против клуба «Кызыл-Жар СК» дебютировал в казахстанской Премьер-лиге (1:2). 24 ноября 2018 года в матче против клуба «Атырау» дебютировал в кубке Казахстана (1:0), выйдя на замену на 73-й минуте вместо Гафуржана Суюмбаева.
В марте 2019 года подписал контракт с клубом «Акжайык».
В январе 2020 года перешёл в «Жетысу Б».
В 2021 году играл за «Мактаарал».
В начале 2022 года стал игроком клуба «Женис».

## Карьера в сборной
19 сентября 2013 года дебютировал за сборную Казахстана до 17 лет в матче против сборной Эстонии до 17 лет (1:2).
5 января 2015 года дебютировал за сборную Казахстана до 19 лет в матче против сборной Словении до 19 лет (0:1).
6 октября 2017 года дебютировал за молодёжную сборную Казахстана в матче против молодёжной сборной Болгарии (2:2).

## Достижения
«Кайрат»
- Финалист Кубка Казахстана: 2018

«Мактаарал»
- Серебряный призёр Первой лиги Казахстана: 2021

## Клубная статистика
| Игровая карьера | Игровая карьера | Игровая карьера | Лига | Лига | Кубок | Кубок | Межд. | Межд. | Др. | Др. |
| --------------- | --------------- | --------------- | ---- | ---- | ----- | ----- | ----- | ----- | --- | --- |
| 2016            | Кайрат М        | В               | 22   | 5    | —     | —     | —     | —     | —   | —   |
| 2017            | Кайрат          | А               | —    | —    | —     | —     | —     | —     | —   | —   |
| 2017            | Кайрат А        | Б               | 20   | 0    | —     | —     | —     | —     | —   | —   |
| 2018            | Кайрат          | А               | 1    | 0    | 1     | 0     | —     | —     | —   | —   |
| 2018            | Кайрат А        | Б               | 23   | 1    | —     | —     | —     | —     | —   | —   |
| 2019            | Акжайык         | Б               | 6    | 0    | 2     | 0     | —     | —     | —   | —   |
| 2020            | Жетысу Б        | Б               | 4    | 1    | —     | —     | —     | —     | —   | —   |
| 2021            | Мактаарал       | Б               | 20   | 4    | 9     | 3     | —     | —     | —   | —   |
| 2022            | Женис           | Б               | 20   | 1    | 3     | 0     | —     | —     | —   | —   |